# Catherine d'Aragon
Pour les articles homonymes, voir d'Aragon.
Catherine d'Aragon (Catalina en espagnol, Caterina en catalan), née le 16 décembre 1485 à Alcala de Henares, en Castille, et morte le 7 janvier 1536 à Kimbolton, en Angleterre, est une infante de Castille et d'Aragon, et reine consort d'Angleterre en tant qu'épouse d'Henri VIII, dont elle est la première épouse et qui est devenu son second mari : elle avait précédemment épousé le frère aîné de celui-ci, Arthur Tudor, prince de Galles décédé prématurément et sans descendance. Son second mariage est annulé par la volonté de son mari. Les circonstances dans lesquelles se déroule l'événement sont à l'origine de l'anglicanisme. Elle est la mère de la reine Marie Ire d'Angleterre.

## Biographie

### Enfance

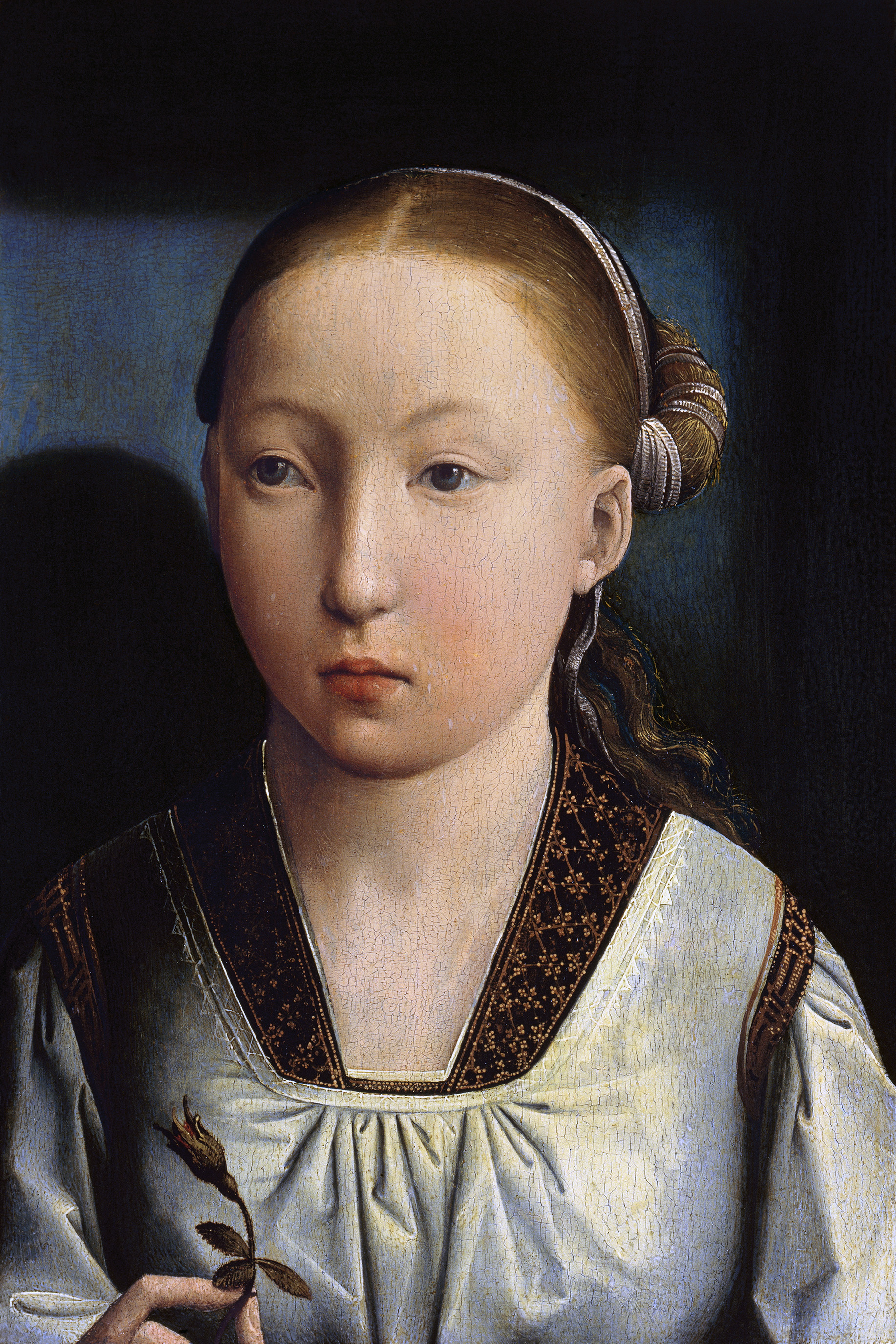
Portrait de Catherine d'Aragon par Juan de Flandes vers 1496.

Catherine naît dans la nuit du 16 décembre 1485 au palais des Archevêques d'Alcalá de Henares. Elle est la fille cadette de Ferdinand II d'Aragon et d'Isabelle Ire de Castille, surnommés les Rois Catholiques. Elle est décrite comme de petite taille, rousse, avec des yeux bleus, un visage rond et le teint pâle. Catherine passe ses premières années à Santa Fe, puis à l'Alhambra de Grenade dont ses parents se sont emparés après la chute de la ville.
Catherine est éduquée par les religieux Alessandro Geraldini et Hernando de Talavera, et par Aldonza de la Vega, sœur du comte de Feria. Elle étudie l'arithmétique, le droit canonique et civil, la littérature classique, la généalogie et l'héraldique, l'étiquette, l'histoire, la philosophie, la religion et la théologie. Elle reçoit une solide éducation religieuse et développe une forte foi catholique qui jouera un rôle majeur dans sa vie. Elle apprend plusieurs langues, dont le castillan, le latin, le français, le grec, le flamand et l'anglais. Elle développe également des compétences artistiques telles que la danse, le dessin, la musique, la broderie, la couture, le filage et le tissage. Érasme dira plus tard que Catherine « aimait la littérature qu'elle a étudiée avec succès depuis son enfance ».

### Premier mariage

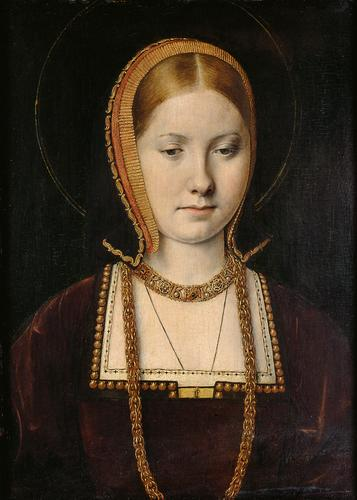
Portrait d'une princesse inconnue, probablement Catherine d'Aragon à l'époque de son premier mariage par Michel Sittow.

À un âge précoce, Catherine est considérée comme une épouse appropriée pour Arthur Tudor, héritier du trône d'Angleterre, en raison de son ascendance anglaise. En effet, elle est l'arrière-petite-fille de Catherine de Lancastre, et l'arrière-arrière-petite-fille de Philippa de Lancastre. Cela fait d'elle la cousine au troisième degré d'Henri VII, et la cousine au quatrième degré d'Élisabeth d'York. Théoriquement, Catherine a donc des prétentions au trône d'Angleterre plus fortes qu'Henri VII lui-même par les deux premières épouses de Jean de Gand : Blanche de Lancastre et Constance de Castille. En revanche, Henri VII est le descendant du troisième mariage de Jean de Gand avec Katherine Swynford, dont les enfants sont nés hors mariage et n'ont été légitimés qu'après la mort de Constance et le mariage de Jean avec Katherine. Les enfants du couple, bien que légitimés, n'ont pas été autorisés à hériter du trône anglais, une restriction qui est ignorée par les générations suivantes. En raison de cette ascendance, la maison Tudor n'est pas acceptée par tous les royaumes européens. À l'époque, la Maison de Trastamare est la plus prestigieuse d'Europe en raison du règne des Rois Catholiques, et l'union de Catherine et Arthur légitime la Maison Tudor et renforce ses prétentions. Ils sont officiellement fiancés le 19 mai 1499 et correspondent en latin jusqu'à ce qu'Arthur ait quinze ans, lorsqu'il est décidé qu'ils sont assez mûrs pour se marier.
Catherine quitte La Corogne le 17 août 1501, accompagnée des ambassadeurs Diego Fernández de Córdoba y Mendoza, comte de Cabra, Alonso de Fonseca, archevêque de Saint-Jacques-de-Compostelle, et Antonio de Rojas Manrique, évêque de Majorque. Elle emmène avec elle un groupe de serviteurs africains, dont le trompettiste John Blanke. Ils sont les premiers Africains à se rendre à Londres, et font grande impression en soulignant le pouvoir et le prestige de la famille de la princesse. Sa suite est supervisée par sa gouvernante, Elvira Manuel.
Elle fait la rencontre d'Arthur le 4 novembre à Dogmersfield dans le Hampshire,,. On sait peu de choses sur leurs premières impressions l'un de l'autre, mais Arthur écrit à ses beaux-parents qu'il sera « un véritable et aimant mari » et affirme à ses parents qu'il est immensément heureux de « voir le visage de sa belle mariée ». Les jeunes gens avaient correspondu en latin, mais constatent qu'ils ne peuvent pas se comprendre, car ils ont appris différentes prononciations latines. Dix jours plus tard, le 14 novembre 1501, ils se marient à la cathédrale Saint-Paul de Londres. Une dot de 200 000 ducats est convenue et la moitié est payée peu de temps après le mariage.
Une fois marié, Arthur est envoyé au château de Ludlow aux frontières du Pays de Galles pour présider le Conseil de Galles et des Marches, et son épouse l'accompagne. Quelques mois plus tard, ils tombent tous les deux malades, peut-être de la suette. Arthur meurt le 2 avril 1502, et Catherine guérit pour se retrouver veuve.

### Veuvage
Henri VII tente de contourner l'obligation de restituer la dot de 200 000 ducats, dont il n'a pas encore reçu la moitié, à Ferdinand II, comme l'exige le contrat de mariage si Catherine rentre dans son pays. Après la mort de la reine Élisabeth en février 1503, le roi envisage d'abord d'épouser Catherine lui-même, mais l'opposition de son père et les questions potentielles sur la légitimité de l'éventuelle descendance mettent fin à l'idée. Pour régler la question, il est convenu que Catherine épouserait le deuxième fils d'Henri VII, Henri, duc d'York, qui a cinq ans de moins qu'elle. Ce mariage dépend de l'octroi par le pape d'une dispense, le droit canonique interdisant à un homme d'épouser la veuve de son frère[Information douteuse]. Catherine atteste que son mariage avec Arthur n'a jamais été consommé car, également selon le droit canonique, la validité d'un mariage repose sur le consentement et sa consommation,. Pour d'obscures raisons, on sollicite du pape Jules II une dispense du constat de virginité. Par une bulle de décembre 1503, le pape, compréhensif, déclare Henri et Catherine déliés du « lien d'affinité ».
Cependant, la mort de la mère de Catherine signifie que son importance politique diminue. La Castille est un royaume beaucoup plus grand que l'Aragon, et est hérité par la sœur aînée de Catherine, Jeanne. Le mariage est retardé jusqu'à ce qu'Henri soit assez mûr, mais Ferdinand II tergiverse tellement pour le paiement du reste de la dot de Catherine qu'il devient douteux qu'il ait lieu. Elle vit comme une prisonnière à Durham House à Londres. Certaines des lettres qu'elle écrit à son père pour se plaindre de son traitement ont survécu. Dans l'une de ces lettres, elle lui dit : « Je choisis ce que je crois et ne dis rien. Car je ne suis pas aussi simple que j'en ai l'air. ». Elle a peu d'argent et fait face à des difficultés financières, car elle doit subvenir aux besoins de ses dames d'honneur en plus des siens. En 1507, elle devient ambassadrice d'Espagne en Angleterre, ce qui fait d'elle la première femme ambassadrice de l'histoire européenne. Alors qu'Henri VII et ses conseillers s'attendent à ce qu'elle soit facilement manipulable, Catherine leur prouve le contraire.

### Second mariage
Le remariage, désormais possible, est célébré le 11 juin 1509 par l'archevêque de Cantorbéry William Warham, lors d'une cérémonie en l'église de l'ordre des Frères mineurs près du palais de Placentia. Pour Henri VIII et Catherine, c'est un mariage d'amour.

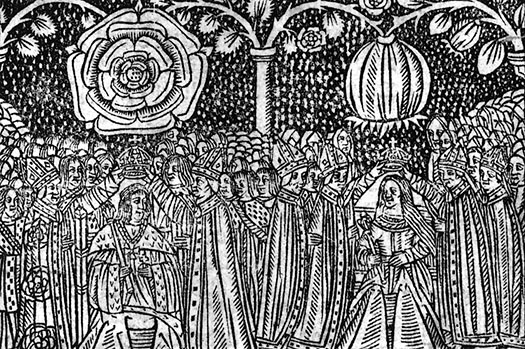
Gravure sur bois du XVIe siècle du couronnement d'Henri VIII d'Angleterre et de Catherine d'Aragon montrant leurs insignes héraldiques, la rose Tudor et la grenade.

Le samedi 23 juin 1509, la traditionnelle procession de la veille du couronnement à Westminster est accueillie par une foule nombreuse et enthousiaste. Comme à l'accoutumée, le couple passe la nuit précédant son sacre à la Tour de Londres. Le jour de la Saint-Jean, le dimanche 24 juin 1509, Henri VIII et Catherine sont sacrés et couronnés ensemble par l'archevêque de Cantorbéry lors d'une somptueuse cérémonie à l'abbaye de Westminster. Le couronnement est suivi d'un banquet au palais de Westminster. De nombreux nouveaux chevaliers de l'Ordre du Bain sont créés en l'honneur du couronnement. Au cours du mois qui suit, de nombreuses occasions permettent de présenter la nouvelle reine au public. Elle fait bonne impression et est bien accueillie par le peuple anglais.
Sept enfants sont issus de cette union :
- en août 1509, deux mois après le mariage, la grossesse de Catherine est annoncée. Le 31 janvier 1510, la reine fait une fausse couche, d'une petite fille[25] ;
- en mai 1510, quatre mois après la perte de leur premier enfant, Catherine annonce sa seconde grossesse. Elle donne naissance à un fils, Henri, duc de Cornouailles, le 1er janvier 1511. Le 6 janvier, l'enfant est baptisé. C'est le 22 février de la même année, après cinquante-deux jours de vie, que le prince meurt ;
- début 1513, Catherine annonce une troisième grossesse. Le 17 septembre, elle accouche - prématurément - d'un petit garçon, qui meurt peu de temps après la naissance[26] ;
- en juin 1514, Catherine annonce sa quatrième grossesse. Le 8 janvier 1515, elle donne naissance à un garçon mort-né[27],[28] ;
- à l'été 1515, Catherine annonce sa cinquième grossesse. Personne ne fonde d'espoir sur cette grossesse. Pour autant, le 18 février 1516, Catherine donne naissance à une petite fille en bonne santé. Nommée Marie, elle est baptisée trois jours plus tard ;
- en 1517, Catherine subit une fois encore une fausse couche ;
- en février 1518, Catherine annonce sa septième grossesse. Elle donne naissance le 10 novembre 1518 à une fille, qui ne survit pas[29].

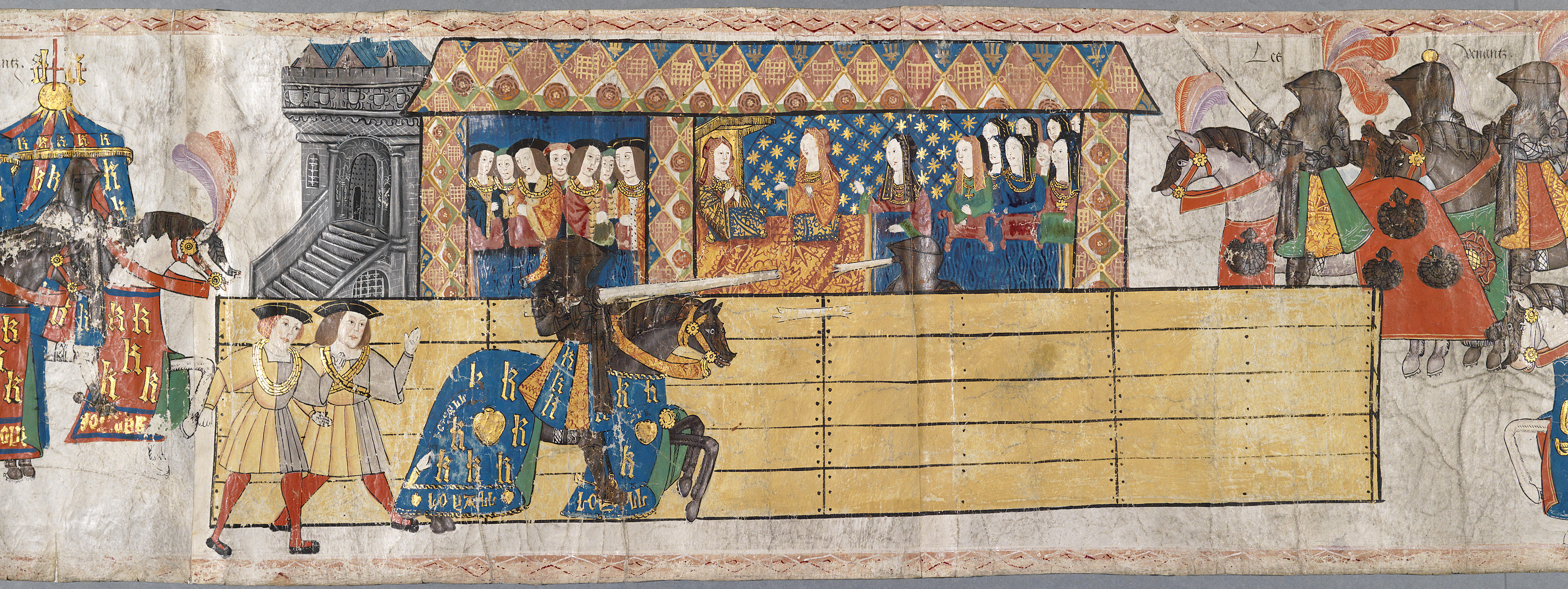
Catherine regardant Henri jouter en son honneur après la naissance de leur fils en 1511. Le manteau du cheval d'Henri est orné de l'initiale de Catherine, « K ».

Le 11 juin 1513, Henri nomme Catherine régente avec les titres de « gouverneur du royaume et capitaine général », alors qu'il se rend en France pour une campagne militaire, la bataille de Guinegatte. Lorsque le duc Louis Ier d'Orléans-Longueville est capturé à Thérouanne, Henri l'envoie séjourner auprès de Catherine. Elle écrit à Thomas Wolsey qu'elle et son conseil préféreraient que le duc reste à la Tour de Londres car elle est préoccupée par la situation à la frontière écossaise, et elle ajoute qu'elle prie pour que « Dieu nous envoie bonne chance contre les Écossais. ». Les préparations à la guerre avec l'Écosse mobilisent ses sujets, et elle est elle-même « horriblement occupée à fabriquer des étendards, des bannières et des insignes » au palais de Richmond. Les Écossais déclarent la guerre et le 3 septembre 1513, elle ordonne à Thomas Lovell de lever une armée dans les comtés du Midland.
Catherine se rend dans le nord pour s'adresser aux troupes en armure, bien qu'elle soit enceinte. Son discours est rapporté à l'historien Pierre Martyr d'Anghiera à Valladolid en quinze jours. Elle se trouve près de Buckingham lorsque la nouvelle de la victoire à la bataille de Flodden Field lui parvient. De l'abbaye de Woburn elle envoie une lettre à Henri avec un morceau du manteau ensanglanté du roi Jacques IV d'Écosse, mort au combat, pour qu'il l'utilise comme bannière au siège de Tournai.
La dévotion religieuse de Catherine augmente à mesure que les années passent, tout comme son intérêt pour les études. Elle continue à enrichir ses connaissances et éduque sa fille. L'éducation des femmes se développe en partie grâce à l'influence de Catherine, et elle fait don d'importantes sommes à plusieurs universités. Elle visite aussi les hôpitaux, les monastères et distribue de nombreuses aumônes accompagnée des dames de la cour, qu'elle invite au travail.
Catherine d'Aragon a joué un rôle important dans l'éducation de sa fille Marie en lui inculquant des valeurs humanistes et chrétiennes. Elle fit appel à l'humaniste espagnol Jean Luis Vives pour enseigner à sa fille le latin, la théologie et la musique. Elle promouvait même le traité de Vives (L'Education d'une femme chrétienne) qui prônait l'éducation des femmes. La reine elle-même s'occupa personnellement de l'éducation de Marie, en lui enseignant de l'art de la cour ou la danse. Par cette implication, elle transmit à Marie l'importance de la religion catholique, très populaire à la cour de Castille, forgeant ainsi les croyances et les pratiques de Marie en tant que reine. Elle la préparait à son rôle de futur souveraine, convaincue de son maintien dans la succession au trône d'Angleterre.
En 1520, le neveu de Catherine, l'empereur Charles Quint, effectue une visite d'État en Angleterre, et elle exhorte Henri à conclure une alliance avec lui plutôt qu'avec la France. Immédiatement après son départ, elle accompagne Henri rencontrer François Ier au Camp du Drap d'Or. En l'espace de deux ans, la guerre est déclarée à la France et l'empereur est de nouveau le bienvenu en Angleterre, où des plans sont en cours pour le fiancer avec Marie.

### La Grande Affaire du roi

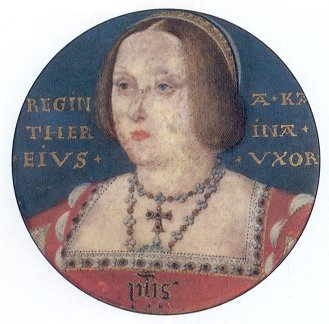
Catherine d'Aragon, réalisé vers 1525/26.

Le couple semble connaître un certain bonheur conjugal. Mais dès 1514, certaines rumeurs font état de l'intention du roi de répudier son épouse. Henri, en effet, considère comme essentiel d'avoir un héritier mâle. La maison Tudor étant nouvelle, sa légitimité peut encore être mise à l'épreuve. Une longue guerre civile, l'Anarchie anglaise (1135-1154), a eu lieu la dernière fois qu'une femme, Mathilde l'Emperesse, a hérité du trône. De plus, les désastres de la guerre des Deux-Roses sont encore dans toutes les mémoires. En 1519, il a un fils de sa maîtresse, Elizabeth Blount, à qui il donne le nom révélateur d'Henry FitzRoy. En 1525, le roi prend d'ailleurs l'initiative très inhabituelle de lui conférer le titre de duc de Richmond… C'est vraisemblablement vers 1525 ou 1526 qu'Henri VIII tombe éperdument amoureux d'une des suivantes de la reine, Anne Boleyn.
En 1527, le roi, toujours privé d'héritier mâle légitime, entame l'interminable procédure en vue d'obtenir l'annulation de son mariage avec Catherine d'Aragon. Les débats, qui mobilisent tout ce que l'Europe compte de juristes et de théologiens, durent pendant près de six longues années. Désespérant d'obtenir une réponse favorable de Rome, Henri prend les devants. Le 18 juin 1529, Catherine apparaît au tribunal, s'agenouille devant son mari et tient un discours en présence du peuple anglais, auprès duquel elle conserve une grande popularité : « Depuis plus de vingt ans désormais, je me suis montrée votre épouse, grâce à moi vous avez eu plusieurs enfants, bien qu'il ait plu à Dieu de les arracher à notre monde, ce qui n'était certainement aucunement de ma faute. Lorsque vous m'avez épousée, Dieu pourra être témoin, j'étais encore une jouvencelle, je n'avais connu aucun homme, et que cela soit vrai ou non, je m'en remets à votre conscience. Ainsi donc, je vous demande humblement de m'épargner l'extrémité à laquelle se pose ce nouveau tribunal ». Malgré cela, le roi répudie Catherine en 1532, contre l'avis d'Eustache Chappuis, ambassadeur de l'empereur et roi d'Espagne Charles Quint, neveu de la reine, et la volonté du pape Clément VII qui lui oppose un refus définitif, ce qui est directement à l'origine du schisme d'Angleterre et de la création de l'Église anglicane. L'annulation du mariage, appelée communément « divorce royal » (le divorce n'existe pas à l'époque) est prononcée par Thomas Cranmer, nouvel archevêque de Cantorbéry. Le roi peut ainsi épouser Anne Boleyn vers le 25 janvier 1533.

### Relégation
Catherine est confinée au château de Kimbolton dans le Cambridgeshire. Pendant sa retraite, elle compose des livres de dévotions. Elle lit les méditations sur les psaumes et le traité des plaintes du pêcheur qui expriment des sentiments de calme et de résignation. Dans l'esprit de cette femme qui exprime des peines secrètes, cela conduit à un état de langueur puis jusque dans le tombeau, le 7 janvier 1536, abandonnée de tous. Elle est inhumée comme princesse de Galles et non comme reine par Scarlett Robert le 28 janvier 1536 en la cathédrale de Peterborough.
Des rumeurs courent, prétendant qu'elle est morte empoisonnée. Des examens plus récents suggèrent un cancer.
La reine Anne Boleyn, qui l'a supplantée, ne lui survit que de quatre mois. Elle est rejetée pour les mêmes raisons dynastiques et décapitée le 19 mai 1536. Sa fille sera reine sous le nom d'Élisabeth Ire et succédera directement à la fille de Catherine, Marie.

## Personnalité et physique

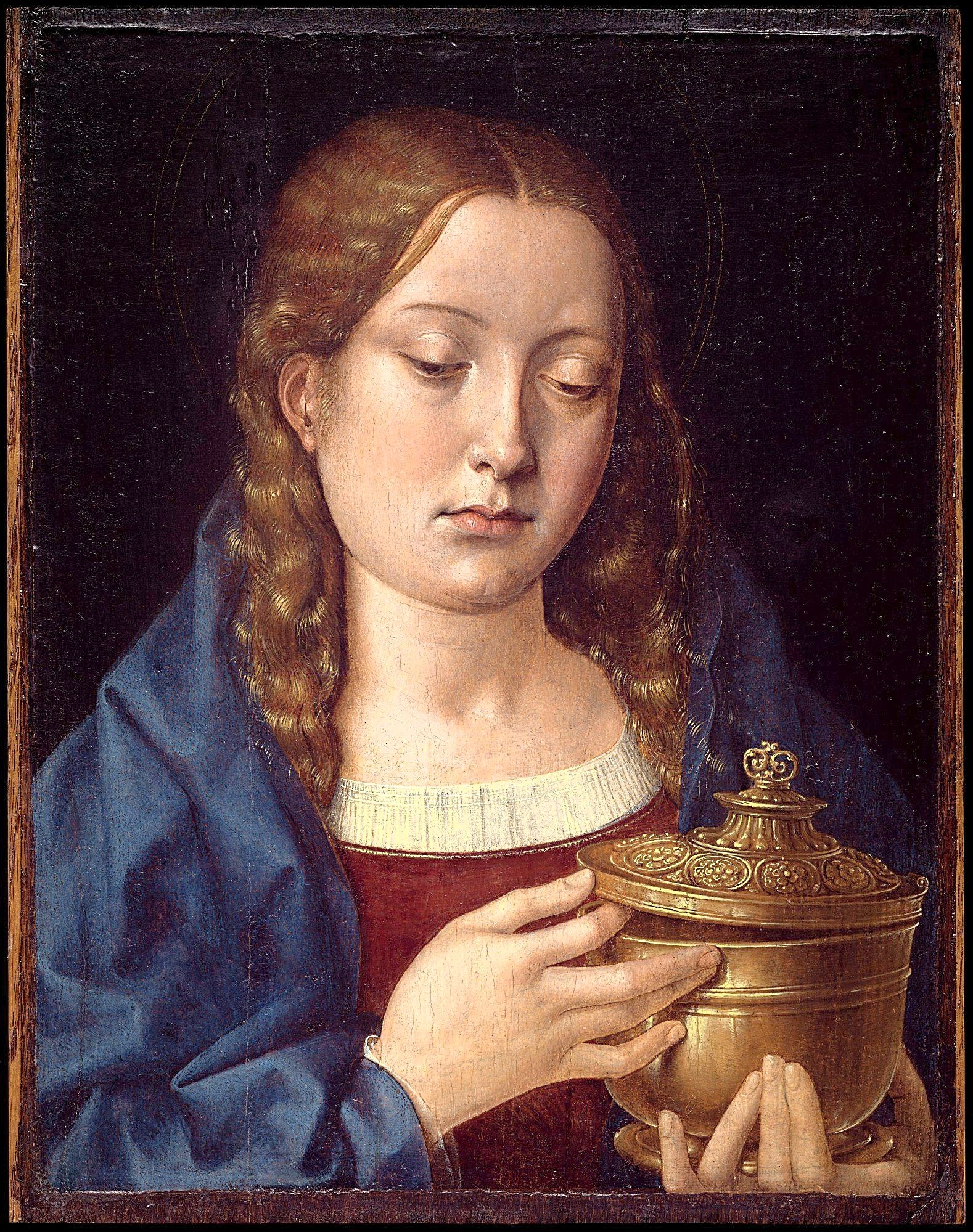
Catherine d'Aragon représentée en Marie-Madeleine.

Catherine a hérité de sa mère des cheveux blonds et longs, des yeux bleus, une peau claire et épaisse sans être grasse. Elle a une grande personnalité : c'est une femme intelligente, avec une grande morale, déterminée, douce, forte et saine, pieuse, spirituelle et charitable envers les classes les plus pauvres. Thomas More a écrit ce qu'il pensait de la reine : « Ah, mais la dame, croyez en ma parole, aimait le cœur de chacun (…) Elle possède toutes les qualités qui constituent la beauté d'une belle jeune femme. Partout (…) reçoit les éloges. »

## Titulature
Née infante de Castille et d'Aragon, Catherine porte durant sa vie différents titres liés à sa situation matrimoniale. À la suite de l'annulation de son mariage avec Henri VIII, elle porte le titre de princesse douairière de Galles en tant que veuve d'Arthur Tudor.

La rose et la grenade, emblème de Catherine d'Aragon.

Elle porte successivement les titres de :
- Son Altesse royale l'infante Catherine de Castille et d'Aragon (1485-1501) ;
- Son Altesse Royale la Princesse de Galles (1501-1502) ;
- Son Altesse Royale la Princesse douairière de Galles (1502-1509) ;
- Sa Majesté la Reine d'Angleterre (1509-1533) ;
- Son Altesse Royale la Princesse douairière de Galles (1533-1536).

## Postérité

### À l'écran
- Anna Boleyn (Anna Boleyn), film allemand d'Ernst Lubitsch (1920) : Hedwig Pauly-Winterstein
- Anne des mille jours (Anne of the Thousand Days), film britannique de Charles Jarrott (1969) : Irène Papas
- Les Six Femmes d'Henry VIII (Henry VIII and his Six Wives), film britannique de Waris Hussein (1972) : Frances Cuka
- The Six Wives of Henry VIII (en), documentaire britannique (2001) : Annabelle Dowler (en)
- Les Tudors (The Tudors), série canado-américano-irlandaise créée par Michael Hirst (saison 1 et 2, 2007-2008) : Maria Doyle Kennedy
- Deux Sœurs pour un roi (The Other Boleyn girl), film américano-britannique de Justin Chadwick (2008) : Ana Torrent
- Wolf Hall, mini-série en 2015 de Peter Kosminsky : Joanne Whalley.
- The Spanish Princess (la princesse espagnole) série d'après le roman The Constant Princess de Philippa Gregory (2019) : Charlotte Hope

### En musique
- 1973 : Titre no 1 de l'album de Rick Wakeman, intitulé The Six Wives of Henry VIII
- 2009 :  Un titre de l'album de Rick Wakeman, The Six Wives of Henry VIII Live at Hampton Court Palace
- 2018 : No way, dans la comédie musicale SIX.

### En littérature
- The Constant Princess (en) (2005), roman de Philippa Gregory. Version romanesque de la vie de Catherine d'Aragon à partir de son arrivée en Angleterre pour épouser Arthur Tudor.